# Jason Fuchs
Jason Isaac Fuchs, född 5 mars 1986 i New York, är en amerikansk skådespelare och manusförfattare. Han är mest känd för att ha skrivit manus till filmer som Ice Age 4: Jorden skakar loss (2012), Pan (2015) och Wonder Woman (2017), samt för att ha spelat rollen som Lawrence Grey, i Fox dramathriller The Passage. I januari 2015 var han dessutom inkluderad i tidningen Forbes 30 Under 30-lista.
Jason Fuchs har som manusförfattare tjänat över 1,9 miljarder dollar för sina filmer, vilket gör honom till en av de hundra mest inkomstbringande manusförfattarna genom tiderna. Han är en av de endast två författarna på den listan som är under fyrtio år gammal. Han har också studerat filmvetenskap på Columbia University, där han tog examen år 2009.

## Filmografi (i urval)

### Filmer
- 1996 – Flipper
- 1998 – Maffia!
- 2003 – The Hebrew Hammer
- 2003 – Winter Solstice
- 2010 – Holy Rollers
- 2012 – Ice Age 4: Jorden skakar loss
- 2012 – Rags (TV-film på Nickelodeon)
- 2015 – Pan
- 2016 – La La Land
- 2017 – Wonder Woman
- 2018 – I Still See You
- 2019 – Det: Kapitel 2
- 2024 – Argylle

### TV-serier
- 1998 – Cosby (TV-serie)
- 2000 – Sopranos (TV-serie)
- 2002 – Law & Order: Criminal Intent (TV-serie)
- 2002 – Law & Order: Special Victims Unit (TV-serie)
- 2003 – Fillmore! (TV-serie) (röst)
- 2003 – Ed (TV-serie)
- 2005 – All My Children (TV-serie)
- 2019 – The Passage (TV-serie)
- 2025 – It – Welcome to Derry (TV-serie)

### Spel
- 2004 – Red Dead Revolver (röst)
- 2005 – Canis Canem Edit (röst)
- 2008 – Grand Theft Auto IV (röst)